# 4 et demi…
L'Auberge du chien noir
4 et demi… est un téléroman québécois en 60 épisodes de 25 minutes suivi de 133 épisodes de 45 minutes créé par Sylvie Lussier et Pierre Poirier, et diffusée entre le 5 septembre 1994 et le 9 avril 2001 à la Télévision de Radio-Canada.

## Synopsis
La série se base sur le couple central de Louis et Isabelle ainsi que sur les gens qui les entourent : le meilleur ami de Louis, François Dion (un « gars » de la construction), qu'Isabelle n'aime pas; la meilleure amie d'Isabelle, Maryse Lemieux (psychologue), que Louis n'aime pas; leurs voisins, Julien Champagne (professeur d'archéologie) et sa fille Gabrielle (photographe); les collègues de la clinique vétérinaire Dufour où travaille Louis : Paméla Lalonde (réceptionniste), Marjolaine Tremblay (technicienne), sans oublier le Dr Pascal Constantin… Au fil des saisons, d'autres personnages viendront enrichir la grande famille de 4 et demi….

## Fiche technique
- Scénario : Sylvie Lussier et Pierre Poirier
- Réalisation : Christian Martineau, Louise Ducharme, Céline Hallée et Albert Girard
- Société de production : Société Radio-Canada

## Distribution
- Robert Brouillette : Louis Martineau
- Isabelle Brossard : Isabelle Dupré
- Serge Postigo : François Dion (saisons 1 à 5)
- Lynda Johnson : Maryse Lemieux
- Michèle-Barbara Pelletier : Gabrielle Champagne (saison 1)
- Sophie Dion : Gabrielle Champagne (saisons 2 à 7)
- Normand Canac-Marquis : Julien Champagne
- Alain Zouvi : Pascal Constantin
- Nicole Leblanc : Paméla Lalonde
- Jacques-Henri Gagnon : Jean-Claude Dufour
- Annick Beaulne : Marjolaine Tremblay
- Robin Aubert : Michel Arsenault
- Martin Héroux : Jean-René Bazin
- Jacinthe Potvin : Madeleine Sauvageau
- Marie-Thérèse Fortin : Johanne Bérubé-Constantin
- Guylaine Tremblay : Jasmine Simard
- Stéphane Archambault : Simon-Olivier Simard
- Corinne Chevarier : Maude Pelletier
- Carl Béchard : Étienne Raymond
- Jacqueline Barrette : Dorothée Bérubé
- Mireille Thibault : Hélène Martineau
- Anick Lemay : Caroline Martineau
- Michel Savard : Antoine Bélanger
- Danièle Panneton : Lorraine Bélanger
- Art Kitching : Gordon Maxwell
- Louise Laprade : Solange Dupré
- Robert Lalonde : Robert Dupré
- Isabelle Blais : Marie Thériault
- Philippe Lambert : Pierre-Luc Dupré
- Guy Thauvette : Serge Dion
- Louise Bombardier : Marie-Andrée Lacroix
- Marcela Pizzaro Minella : Rafaëlla Diaz
- Guillermina Kerwin : Nathalie Lanteigne
- Catherine Colvey : Gladys Thompson
- Lyne Rodier : Mélodie Thompson
- Marie-Christine Perreault : Lina Cobetto
- Marie-Christine Lê-Huu : Kim Nguyen
- Bobby Beshro : Philippe Longchamps
- Jean-François Gaudet : Jean-Claude Seguin
- Jean-Marie Moncelet : Ricardo Galvani
- Louis-David Morasse : Renaud
- Patrick Baby : André
- Élizabeth Chouvalidzé : Albertine Bazin
- Yvon Thiboutot : Théo Gagnon
- Francis Martineau : Jean-Philippe
- Marika Lhoumeau : Suzie
- Geneviève Déry : Mélanie
- Jean-Raymond Châles : M. Duquette
- Dominique Marier : Brigitte
- Julie Duchastel : Barbarella Beaudoin
- Éloïse Mainville : Laurie Dion
- James Hyndman : Marcel Hébert
- Michelle Labonté : Louise Desrochers
- Louise Rémy : Mme Garneau
- Richard Thériault : Stéphane Vanasse
- Erika D'Allessio : Élodie Constantin
- Darick D'Allessio : Félix Constantin
- Steve Laplante : Patrick
- Mathieu Grondin : Pierre-Benoit Larrivée Dumouchel (Ben)
- Geneviève Lavigne : Sophie Alanou
- Sophie Faucher : Marlène Jobin
- Clermont Jolicoeur : David Martel
- Patrice Dubois : Éric
- Nicolas Canuel : Paul Blouin
- Suzanne Garceau : Murielle Simard
- Denis Bouchard : Fred De Castelnau
- Jean-Sébastien Ouellette : Dominic Lanctôt
- Sylvain Massé : Kennett Fréchette
- Fanie Lavigne : Barbie Bessette
- Marie-Christine Labelle : Michèle Cartier
- Hubert Gagnon : Léopold Lemieux
- Lisette Guertin : Anne Lemieux
- Lorraine Côté : Mme Di Salvio
- Gérard Poirier : M. Tétreault
- Patrick Chouinard : Marc
- Monique Spaziani : Aline
- Tony Conte : Thierry Lemonde
- Johanne McKay : Chantal
- Marie-Ève Pelletier : Sarah
- Rémy Girard : André Bélanger
- Catherine Trudeau : Nancy Fugère
- Francis Reddy : Stéphane Beauchamps
- Louis-Georges Girard : Pierre-Paul Girouard
- Germain Houde : Albert Chabot
- Geneviève Rioux : Sandrine Forget
- Daniel Pinard : Daniel Pinard
- Macha Grenon : Macha Grenon
- Simon Massicotte : Christophe Forget
- Natasha Thompson : Claude Labelle
- Geneviève Brouillette : Daphnée Saint-Amour
- Thai-Hoa Le : Vinh Nguyen
- Tobie Pelletier : Steve Villemure
- Patrice Robitaille : Michel Saucier
- Josée Salois : Élisabeth Joly
- Cherry Jhunior : Jérôme
- Mathieu Gaudreault : Olivier
- Luc Chapdelaine : Martin
- Andreas Apergis : Jürgen
- Stéphane Jacques : Christian
- Luc Morissette : Jacques Villemure
- Thérèse Morange : Cliente
- Thiéry Dubé : Jean-Pierre
- Steve Pilarezik : Jacques
- Carmen Ferlan : Paule
- Janique Kearns : Tricia
- Karl Poirier-Peterson : Yves
- Marc Grégoire : M. Pilon
- Roger La Rue : M. Paquette
- Kim Lambert : Lahn, sœur de Kim Nguyen
- Stephany Maillery : Danièle
- Didier Lucien : Félix Jean-Baptiste
- André Umbriaco : Tony
- Clément Schreiber : Richard St-Arnaud
- Chantal Baril : Mme Boyer
- Myriam LeBlanc : Technicienne
- Stéphan Allard : Éric
- Réal Bossé : Luca
- Jeff Boudreault : M. Johnson
- Stéphane Crête : Georges
- Sylvain Carrier : Paul
- Pierre Carl Trudeau : Marc
- Marc Dumesnil : M. Taillon
- Danielle Bissonnette : Mme Duguay
- Sandra Dumaresq : Visiteuse
- Marie-Hélène Thibault : Stéphanie
- Rémi-Pierre Paquin : Sylvain

## Épisodes

### Première saison (1994-1995)
1. Pour deux
2. À vue de nez
3. Jour 1
4. Bien pendu
5. Et des poussières
6. Point par poing
7. Rock
8. À zéro
9. Ça presse
10. R.I.P.
11. Sur l’échelle de Richter
12. Et des puces
13. Après le BIP
14. En prime
15. À l’envers
16. Par effraction
17. À belles dents
18. Et ta sœur
19. Aux p’tits oiseaux
20. C’est pour un dépôt
21. Sans sushi
22. Après moi le déluge
23. Acte un
24. La déchéance
25. Personne ne bouge
26. Maman
27. Pour une blind date
28. Surprise
29. C’est pas le Pérou
30. Et associés

### Deuxième saison (1995-1996)
1. Tout en couleur
2. Anti-rides
3. Débordé
4. François et Gabrielle (titre initial : x x x)
5. Dans la dentelle
6. Désamorcé
7. Par choix
8. À l'os
9. Lance et compte
10. Tout va mal
11. Par compensation
12. Par césarienne
13. À l'ordre
14. Bien sucré
15. Fuite et fin
16. Pas la peine
17. Harcelée
18. Pas un chum?
19. Quelle famille
20. Sacré hockey
21. 39,5 le matin
22. Tous pour un
23. À Hawaii
24. Champagne et cie
25. Poker face
26. Page et plage
27. Top modèle
28. Pas le moral
29. Où est Julius
30. En amour

### Troisième saison (1996-1997)
1. Ah! l'avenir
2. Trois? deux, un
3. Au poil
4. Basse attitude
5. Cassé
6. Les valseuses
7. Langage du corps
8. Fou, fou, fou…
9. Infesté
10. C'est l'amour
11. 36-24-36
12. En voiture
13. Baby blues
14. Sans cholestérol
15. Père et impair
16. MTS? Docteur
17. C'est l'invasion
18. Ça rime en crime
19. Papa? razzi
20. À l'article de…
21. Gestion de couple
22. Retour à la normale
23. 3 Gars et un couffin
24. À la retraite
25. Ça schtroumpf?
26. C'est pas fini!

### Quatrième saison (1997-1998)
1. C'était le 13…
2. Innamorata
3. Crêpes Suzanne
4. Ça va puncher
5. Ça se cabre!
6. Affaires ronflantes
7. On s'initie
8. Homo gêne
9. Ciel! mon mari
10. À vendre
11. Invasion surprise
12. L'aphonie furieuse
13. Maison pleine
14. Cent sationnel
15. Stupéfiant
16. Allergique
17. Amour, sexe et vidéo
18. Ça fait kilt!
19. Démission
20. Famille éclatée
21. Retour en bloc
22. Déçu du dessous
23. La décision
24. Réno-tempo
25. C'est rompu!
26. Jouer à la cassette
27. Larguez les amarres!

### Cinquième saison (1998-1999)
1. Dans la Marinade
2. Au Régime Sec
3. Mal prix
4. Les incorruptibles
5. Émanation familiale
6. Contraception orale
7. Rétablissements?
8. Que la peste soit
9. Ménage à trois
10. Rudesse excessive
11. Duel à finir
12. Cocufié
13. Ail, ail, ail
14. La débandade
15. Ivre d'amour
16. Film héros hic!
17. Moult affres
18. Déprime culinaire
19. Stage parasitaire
20. Les couples ont des problèmes
21. Rouge et bleu
22. La rectitude
23. Pas de dessert
24. À peine entrevue
25. Le coup de foudre
26. Bouquet de pleurs
27. Faites vos vœux

### Sixième saison (1999-2000)
1. La rentrée
2. C'est un con… grès
3. Pris en grippe
4. Tu me trompes-tu?
5. T’sé le film la?
6. Pourquoi moi?
7. Ça déménage
8. Y’a de l’écho
9. Ma sage sœur
10. La quarantaine
11. Mères amères
12. Pris de cours
13. Dérangée moi?
14. Mâles chanceux
15. Cours toujours!
16. Dur, dur s’associer!
17. F. cherche H.
18. Cruise control
19. Ramolli
20. Jeux amoureux
21. La barbe
22. Premiers soins
23. On fait la bombe
24. Jamais deux sans…
25. Vente de feu
26. Toujours prêt!
27. Rêves échevelés!
28. 2 mariages 2 accouchements

### Septième saison (2000-2001)
1. Hockey bébé?
2. Ça pousse fort!
3. Tous en chœur
4. De chicane et d’amour!
5. Fati… gai?
6. L’un vert l’autre!
7. J'comprends pas
8. Je me fais-tu avoir?
9. Régime sec bye bâille!
10. Téléromance
11. J'ai les blouses
12. On change… de père
13. Salsa pareille
14. Dehors!
15. Entre chien et sou
16. Coup bas libre!
17. Chinoiserie
18. Lavons notre linge sale
19. C’est du… joli!
20. Photo-finish
21. De cape et de père
22. L’immorale morale
23. Le party est pogné
24. Les couples débordent
25. De tout chœur… Merci!

## Récompenses
- 1997, 1999 à 2001 : Prix Gémeaux du meilleur téléroman
- 1997 : Prix Gémeaux de la meilleure réalisation : Christian Martineau
- 1998-2000 : Prix Gémeaux de la meilleure réalisation : Louise Ducharme
- 1999-2001 : Prix Gémeaux du meilleur texte : Sylvie Lussier et Pierre Poirier
- 2000 : Prix Gémeaux du meilleur premier rôle masculin téléroman : Alain Zouvi

## DVD
Les deux premières saisons sont disponibles en DVD depuis la fin 2008.

## Commentaires
- La série tire son nom de l'appartement (un 4 et demi) habité par les deux personnages principaux : Louis Martineau et Isabelle Dupré.
- Durant les deux premières années, la série était diffusée à raison d'une demi-heure par semaine ; en 1996, elle passa à une heure par semaine.
- 7 novembre 1999 : 4 et demi en folie! (rediffusé le 29 mai 2000)
- Plusieurs acteurs ont repris leur rôle dans le téléroman L'Auberge du chien noir dont Robert Brouillette (Louis), Isabelle Brossard (Isabelle), Lynda Johnson (Maryse), Sylvain Massé (Ken), Alain Zouvi (Dr Constantin)[2]…